# Herman al III-lea de Baden
Herman al III-lea de Baden, supranumit cel Mare (n. 1105 – d. 16 ianuarie 1160), a fost margraf de  Baden și Verona. din 1130 până la moarte.

## Biografie
Herman al III-lea a fost fiul margrafului Herman al II-lea de Baden și al soției sale, Iudita de Backnang.
Loial familiei Hohenstaufen, Herman al III-lea a intrat în conflict cu rudele sale din Zähringen-Suabia. În 1140 a participat la asediul castelului Weibtreu și a primit în stăpânire Selz, în Alsacia.
În 1151 Marca de Verona a fost preluată de Ottokar al III-lea de Stiria și dată lui Herman. Un act de donație există din 1153, prin care se statuează că împăratul Frederic I Barbarossa a cumpărat castelul Besigheim de la Herman al III-lea.
Herman a luptat în Lombardia în 1154 și l-a sprijinit pe împăratul Frederic I Barbarossa în asediul Milanului. A luat parte la Cruciada a doua și a luptat în prima campanie militară a împăratului în Italia.
Herman al III-lea a fost înmormântat în mănăstirea augustiniană din Backnang.

## Căsătorie și copii
Herman a fost căsătorit cu Bertha de Lothringen (d. după 1162) din 1134. Cea de-a doua sa soție a fost Maria de Boemia cu care s-a căsătorit după 1141, care era fiica ducelui Sobeslav I al Boemiei.
Herman a avut următorii copii:
- Herman (d. 13 septembrie 1190),
- Gertruda (d. înainte de 1225), căsătorită în 1180 cu contele Albert de Dagsburg (d. 1211).